# منطقه کوان‌چنگ
منطقه کوان‌چنگ (به چینی: 宽城区) یک منطقه در چین است که بخشی از مناطق شهری چانگچون را شامل می‌شود.
منطقه کوان‌چنگ ۸۸۲٫۵۸ کیلومتر مربع مساحت و ۸۵۷٬۲۴۵ نفر جمعیت دارد.

## تقسیمات اداری
منطقه کوان‌چنگ به ۱۳ ناحیه، ۲ شهرک، و ۱ قصبه تابعه تقسیم شده است. 
- ناحیه توان‌شان (团山街道، Tuánshān jiēdào)
- ناحیه چانگ‌تونگ (长通街道، Chángtōng jiēdào)
- ناحیه چون‌یینگ (群英街道، Qúnyīng jiēdào)
- ناحیه دونگ‌آن (东安街道، Dōng'ān jiēdào)
- ناحیه دونگ‌گوانگ (东广街道، Dōngguǎng jiēdào)
- ناحیه ژان‌چیان (站前街道، Zhànqián jiēdào)
- ناحیه شنگ‌لی (胜利街道، Shènglì jiēdào)
- ناحیه شین‌فا (新发街道، Xīnfā jiēdào)
- ناحیه شینگ‌یه (兴业街道، Xìngyè jiēdào)
- ناحیه شی‌گوانگ (西广街道، Xīguǎng jiēdào)
- ناحیه کای‌شوان (凯旋街道، Kǎixuán jiēdào)
- ناحیه لیویینگ (柳影街道، Liǔyǐng jiēdào)
- ناحیه نان‌گوانگ (南广街道، Nánguǎng jiēdào)

- شهرک شینگ‌لونگ‌شان (兴隆山镇، Xīnglóngshān zhèn)
- شهرک لان‌جیا (兰家镇، Lánjiā zhèn)

- قصبه فنگ‌جین (奋进乡، Fènjìn xiāng)